# چاه گرگی
چاه گرگی، روستایی از توابع بخش چاروسا شهرستان کهگیلویه در استان کهگیلویه و بویراحمد ایران است.

## جمعیت
این روستا در دهستان طیبی سرحدی شرقی قرار دارد و براساس سرشماری مرکز آمار ایران در سال ۱۳۸۵، جمعیت آن ۳۰۹ نفر (۵۵خانوار) بوده‌است.